# Archispirostreptus boettegi
Archispirostreptus boettegi är en mångfotingart som beskrevs av Filippo Silvestri 1895. Archispirostreptus boettegi ingår i släktet Archispirostreptus och familjen Spirostreptidae. Inga underarter finns listade i Catalogue of Life.